# Vilassar de Mar
Vilassar de Mar è un comune spagnolo di 17 369 abitanti situato nella comunità autonoma della Catalogna.

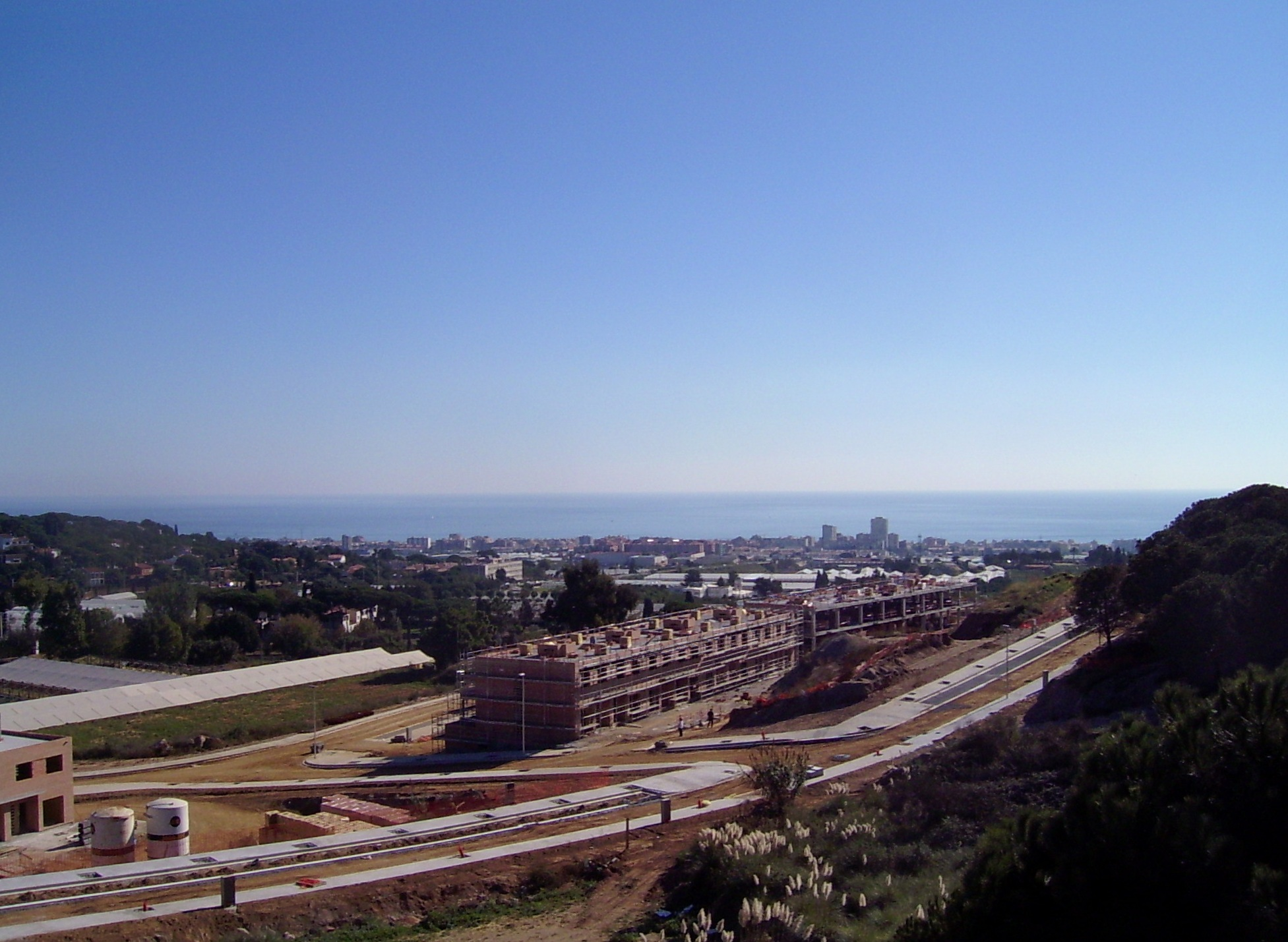
Villassar de Mar

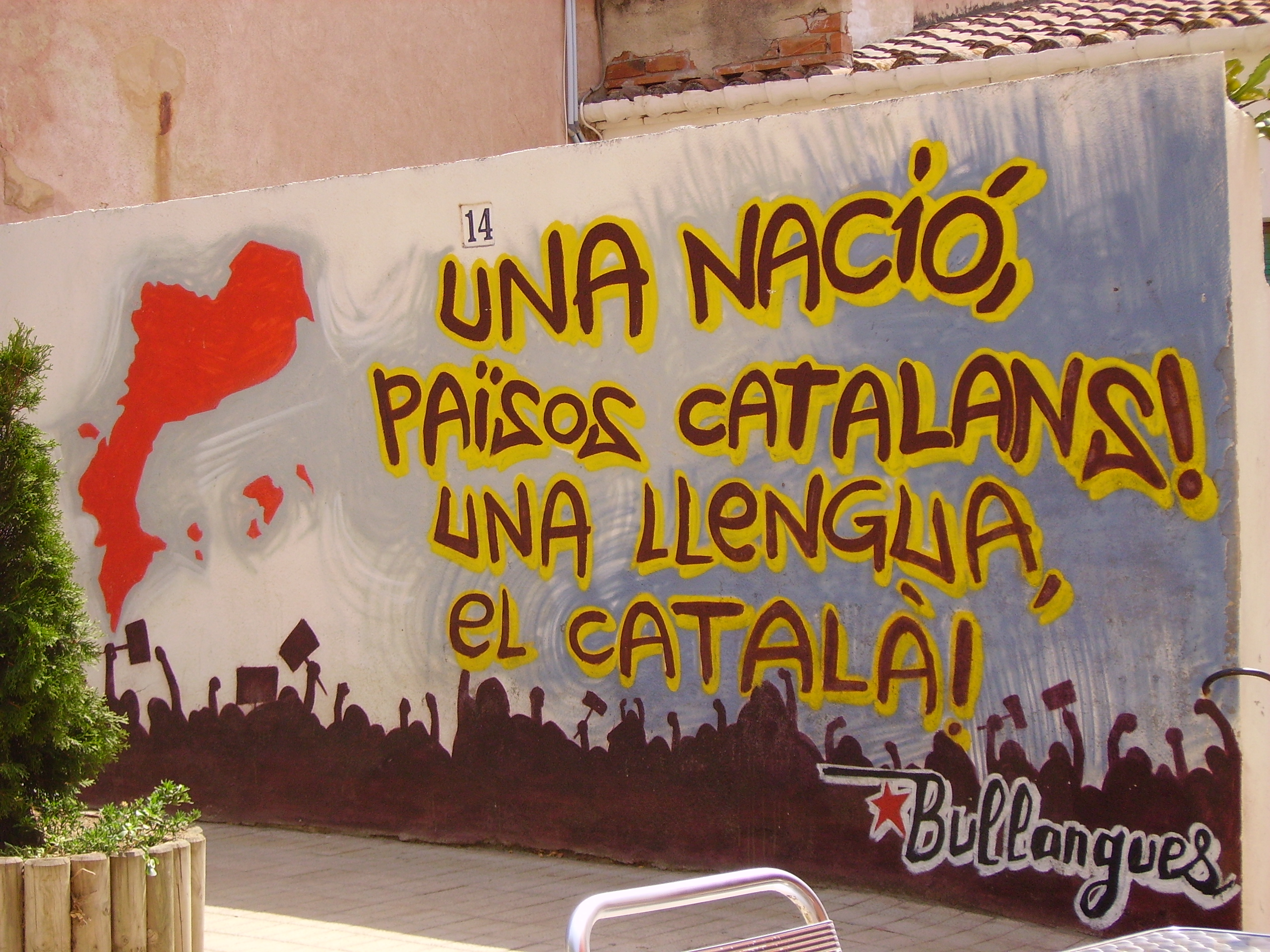
Graffiti a Vilassar de Mar.